# Harlem Shake (песня)
«Harlem Shake» — песня американского диджея и продюсера Гарри Бауэра выпущенная в качестве дебютного сингла 22 мая 2012 года на лейбле Mad Decent и Jeffree’s.
Сингл не стал заметно продаваться до февраля 2013 года, когда видео на YouTube с его песней превратилось в одноимённый интернет-мем. Реакция СМИ на мем помогла увеличить продажи сингла, за счёт чего он пять недель подряд занимал первое место в американском чарте Billboard Hot 100. Он также достиг третьего места в Великобритании и первого места в Австралии и Новой Зеландии. Во время попадания песни в чарты, Billboard ввела новую политику, которая включала видеопотоки в качестве компонента своих чартов.
«Harlem Shake» был хорошо принят музыкальными критиками, которые рассматривали его как привлекательный танцевальный трек, хотя некоторые считали, что это была скорее новая песня. После того, как песня стала хитом, Mad Decent, лейбл Дипло, достиг соглашения с исполнителями семплов песни, которые не были согласованы по контракту до её выпуска. Однако, по словам Baauer, он не получил никаких денег, заработанных песней, из-за юридических проблем из-за того, что должным образом не очистил семплы. Американский рэпер Азилия Бэнкс выпустила ремикс на песню «Harlem Shake» на своей странице в SoundCloud, который впоследствии был удален по просьбе Baauer и привёл к спору между ними.

## Предыстория

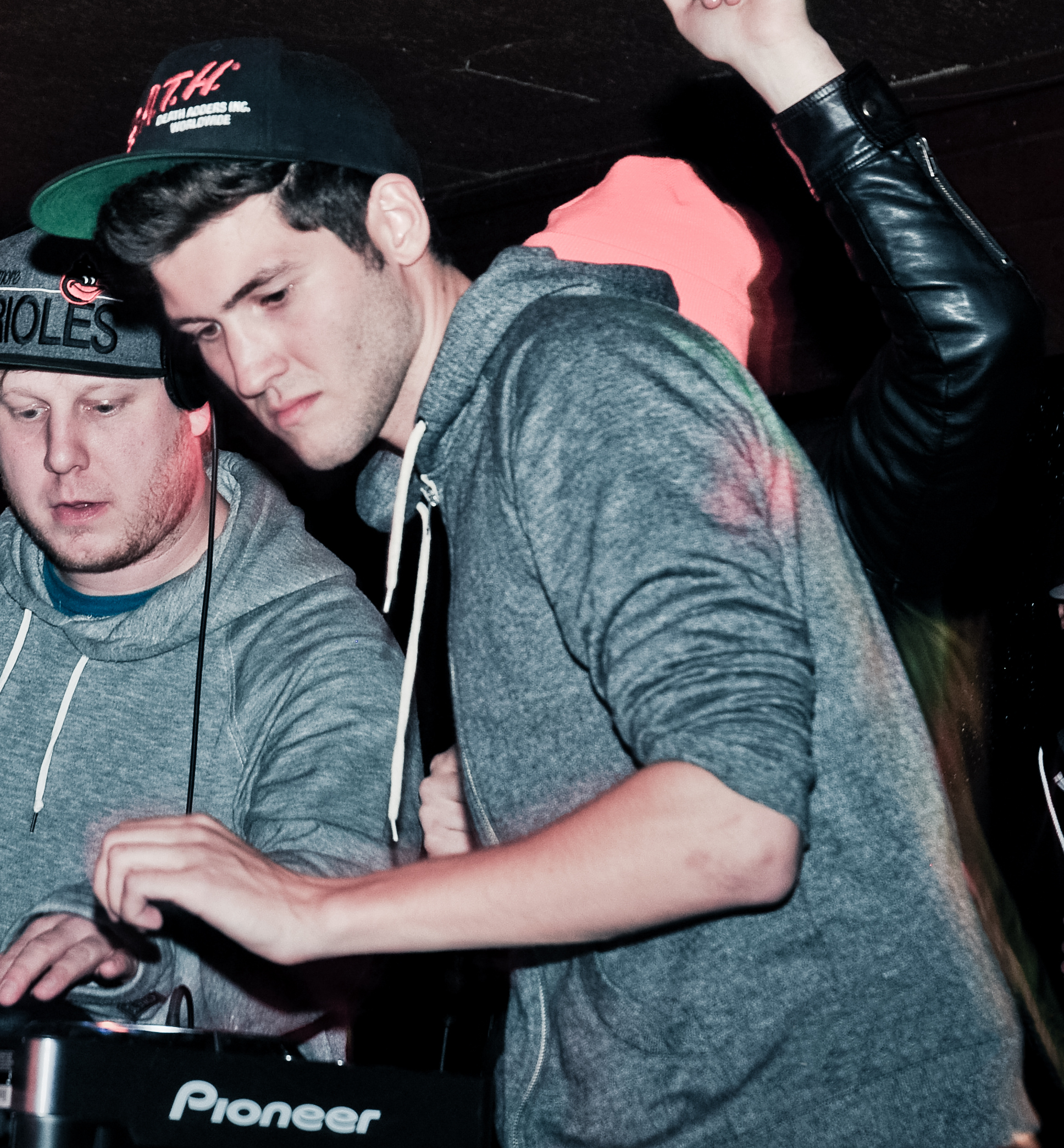
Выступление Baauer (справа) в 2012 году

В 2011 году Baauer вновь посвятил себя музыке после учёбы в городском колледже и начал практиковаться в создании битов.
Он записал «Harlem Shake» в 2012 году в своей спальне-студии в нью-йоркском Бруклине и опубликовал «Harlem Shake» наряду с рядом других своих записей на своей странице странице в SoundCloud.
В апреле шотландский диджей Rustie включил песню в своё шоу Essential Mix для BBC Radio 1.
Музыкальный продюсер и основатель лейбла «Mad Decent» Дипло услышал эту песню и выпустил её 22 мая в качестве бесплатной цифровой загрузки у себя на лейбле. Это был дебютный сингл Baauer.

## Коммерческий успех

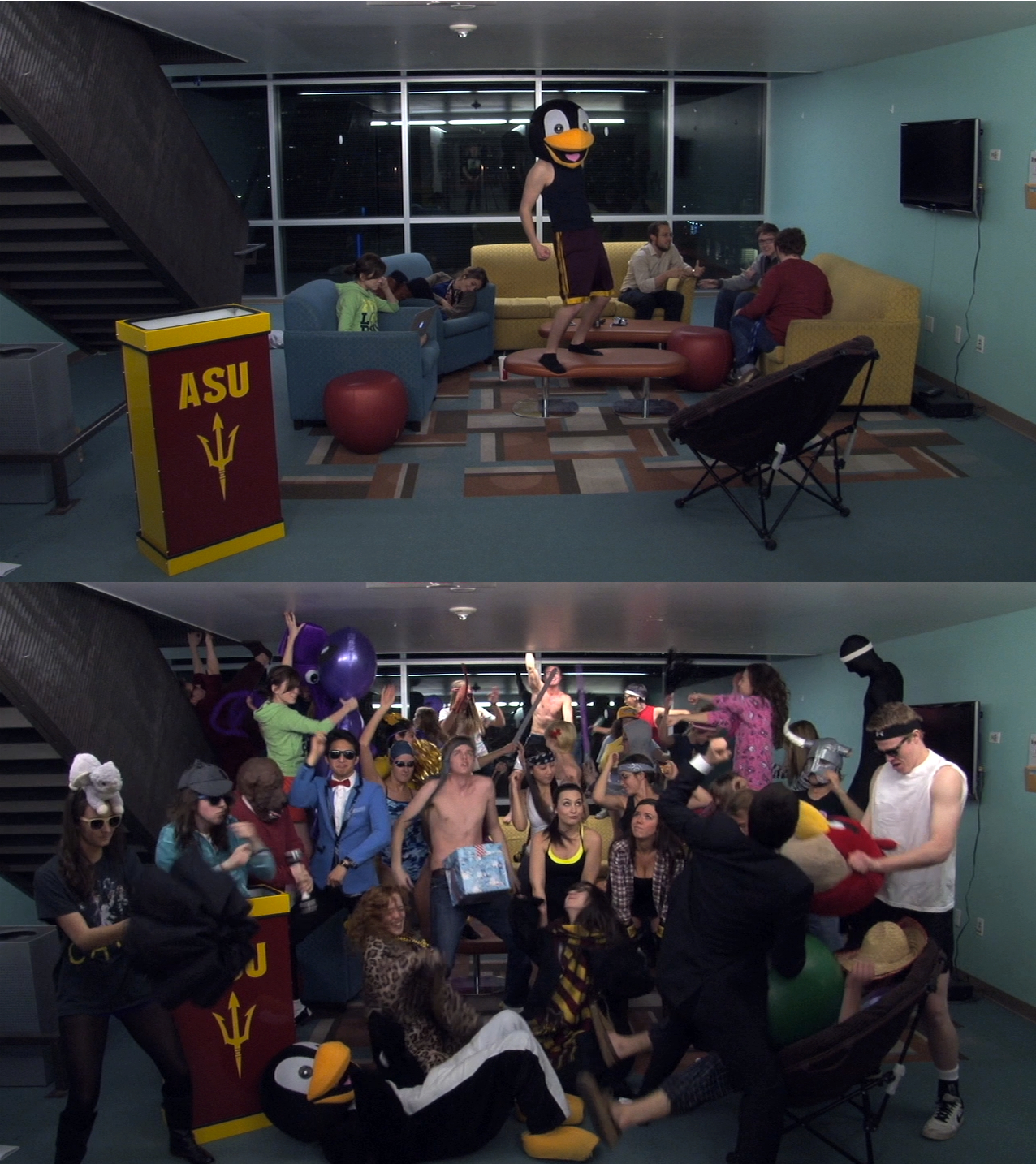
Скриншоты одного из многочисленных видео из мема Harlem Shake, который резко поднял продажи и потоки песни.

## Нарушение авторского права
История о том, как малоизвестный танцевальный трек, содержащий возможные нарушения авторских прав, поднялся на вершину поп-чартов, иллюстрирует не только свободный для всех характер андеграундной танцевальной музыки, но и силу интернет-увлечения, чтобы создать неожиданный хит вне системы крупных лейблов.

## Отзывы
Журналист Pitchfork Ларри Фитцморис назвал песню  «лучшим новым треком» после его выхода в мае 2012 года.
Эндрю Райс из Resident Advisor дал «Harlem Shake» оценку три с половиной из пяти.

## Ремиксы

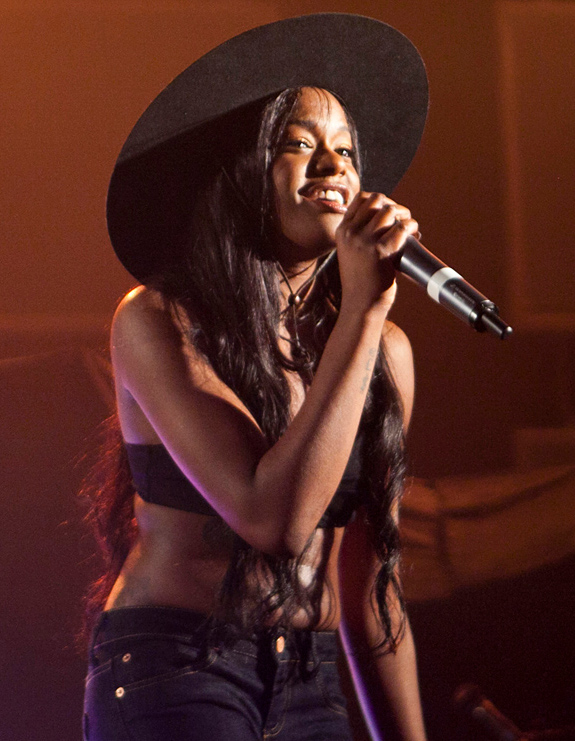
Азилия Бэнкс, одна из нескольких рэперов, сделавших ремикс на эту песню

14 февраля 2013 года американская рэперша Азилия Бэнкс выпустила ремикс на песню «Harlem Shake» на SoundCloud, который затем был удален по просьбе Baauer. Азилия сказала, что Дипло прислал ей электронное письмо, в котором сообщалось, что ремикс был удалён, потому что они предпочли бы видеть рэпера Juicy J на нём. 16 февраля Бэнкс опубликовала музыкальное видео ремикса на Vimeo и показала предполагаемое электронное письмо от Baauer, в котором он сказал, что ему понравился ремикс. Baauer ответил в интервью для The Daily Beast, сказав, что они планировали выпустить версию песни с Бэнкс, но посчитали, что её куплет не оправдали их ожиданий.
Джон Караманика из The New York Times назвал ремикс Бэнкс одной из лучших её песен.
Pitbull и Джим Джонс также записали фристайл поверх песни. Выпустив свою версию, Джонс заявил в интервью, что «Harlem Shake» была песней, которую он первоначально записал год назад для альбома Pauly D, но в конечном итоге они отказались от неё.

## Список треков
Цифровая загрузка
1. «Harlem Shake» — 3:16
2. «Yaow!» — 2:11

## Чарты
| Чарт (2013)                                | Высшая позиция |
| ------------------------------------------ | -------------- |
| Австралия (ARIA)                           | 1              |
| Австрия (Ö3 Austria Top 40)                | 9              |
| Бельгия/Фландрия (Ultratop 50)             | 2              |
| Бельгия/Валлония (Ultratop 50)             | 2              |
| Бразилия (Brasil Hot 100)                  | 1              |
| Канада (Canadian Hot 100)                  | 6              |
| Дания (Tracklisten)                        | 4              |
| Европа (Billboard Euro Digital Song Sales) | 3              |
| Финляндия (Suomen virallinen lista)        | 19             |
| Франция (SNEP)                             | 4              |
| Германия (GfK)                             | 10             |
| Греция Digital Songs (Billboard)           | 1              |
| Ирландия (IRMA)                            | 5              |
| Италия (FIMI)                              | 9              |
| Люксембург Digital Songs (Billboard)       | 1              |
| Нидерланды (Dutch Top 40)                  | 4              |
| Нидерланды (Single Top 100)                | 4              |
| Новая Зеландия (Recorded Music NZ)         | 1              |
| Норвегия (VG-lista)                        | 9              |
| Польша (Dance Top 50)                      | 21             |
| Португалия (Billboard)                     | 3              |
| Шотландия (OCC Scotland)                   | 3              |
| Южная Корея (GAON)                         | 2              |
| Испания (PROMUSICAE)                       | 24             |
| Швеция (Sverigetopplistan)                 | 17             |
| Швейцария (Schweizer Hitparade)            | 5              |
| Великобритания (OCC UK Singles)            | 3              |
| Великобритания (OCC UK Dance)              | 1              |
| Великобритания (OCC UK Indie)              | 2              |
| США Billboard Hot 100                      | 1              |
| США Dance/Electronic Songs (Billboard)     | 1              |
| США Hot Dance Club Songs (Billboard)       | 28             |
| США Mainstream Top 40 (Billboard)          | 38             |

| Чарт (2013)                                | Позиция |
| ------------------------------------------ | ------- |
| Австралия (ARIA)                           | 61      |
| Бельгия (Ultratop 50 Flanders)             | 49      |
| Бельгия (Ultratop Flanders Dance)          | 36      |
| Бельгия (Ultratop 50 Wallonia)             | 31      |
| Бельгия (Ultratop Wallonia Dance)          | 66      |
| Канада (Canadian Hot 100)                  | 93      |
| Франция (SNEP)                             | 62      |
| Италия (FIMI)                              | 85      |
| Нидерланды (Dutch Top 40)                  | 76      |
| Нидерланды (Single Top 100)                | 84      |
| Великобритания (Official Charts Company)   | 72      |
| США Billboard Hot 100                      | 4       |
| США Hot Dance/Electronic Songs (Billboard) | 1       |

| Чарт (2010—2019)                           | Позиция |
| ------------------------------------------ | ------- |
| США Hot Dance/Electronic Songs (Billboard) | 47      |

## Сертификации
| Регион | Сертификация  | Продажи   |
| --- | ------------- | --------- |
| Австралия (ARIA) | 2× Платиновый | 140 000^  |
| Бельгия (BEA) | Золотой       | 15 000*   |
| Новая Зеландия (RMNZ) | Платиновый    | 15 000*   |
| Великобритания (BPI) | Серебряный    | 200 000*  |
| США (RIAA) | 2× Платиновый | 2 000 000 |
| * Данные о продажах приведены только на основе сертификации. ^ Данные о тиражах приведены только на основе сертификации. |               |           |

## История релиза
| Дата          | Формат                       | Лейбл      | Каталог |
| ------------- | ---------------------------- | ---------- | ------- |
| 22 мая 2012   | Бесплатная цифровая загрузка | Jeffree’s  | JEFF016 |
| 8 января 2013 | iTunes                       | Mad Decent | —       |

## Статьи
- Caramanica, Jon; Ratliff, Ben (8 марта 2013). 'Harlem Shake' and the New Meaning of No. 1. nytimes.com (Podcast). The New York Times Company.
- Gobie, Corban. Update: Baauer. Pitchfork (16 августа 2013).
- Lynskey, Dorian (13 марта 2013). Harlem Shake: Could It Kill Sampling?. The Guardian. London. section G2, p. 6.